# روبرت هنري كارسون
روبرت هنري كارسون هو سياسي كندي، ولد في 7 نوفمبر 1885، وتوفي في 7 مارس 1971.